# Краснолесье (Крым)
Красноле́сье (до 1945 года Таве́ль; укр. Краснолісся, крымскотат. Tavel, Тавель) — село на территории полуострова Крыма. Входит в состав Добровского сельского поселения (согласно административно-территориальному делению Украины — Добровского сельского совета Автономной Республики Крым).

## Население
| 2001 | 2014  |
| ---- | ----- |
| 1134 | ↘1061 |

Всеукраинская перепись 2001 года показала следующее распределение по носителям языка
| Язык             | Процент |
| ---------------- | ------- |
| русский          | 68,34   |
| крымскотатарский | 22,4    |
| украинский       | 6,44    |
| другие           | 0,09    |

### Динамика численности
| - 1805 год — 179 чел. - 1864 год — 36 чел. - 1887 год — 98 чел. - 1892 год — 97 чел. - 1902 год — 163 чел. - 1915 год — 0/170 чел. | - 1926 год — 169 чел. - 1939 год — 480 чел. - 1989 год — 1168 чел. - 2001 год — 1134 чел. - 2009 год — 1277 чел. - 2014 год — 1061 чел. |

## Современное состояние
В Краснолесье 21 улица и 1 переулок, площадь, занимаемая селом, 170 гектаров, на которой в 370 дворах, по данным сельсовета на 2009 год, числилось 1277 жителей. В селе действует муниципальное бюджетное общеобразовательное учреждение «Краснолесская основная школа», детский сад «Теремок». В 1989 году было создано Училище олимпийского резерва, с февраля 2005 года — Высшее училище олимпийского резерва, на 2016 год — «Крымское среднее профессиональное училище (техникум) олимпийского резерва». Также в Краснолесье действуют библиотека, клуб и фельдшерско-акушерский пункт.

## География
Краснолесье расположено на юго-востоке района, примерно в 18 километрах (по шоссе) от Симферополя, в 5,5 километра (по автодороге 35-Н-504  Доброе — Краснолесье, по украинской классификации С-0-11308) к югу от шоссе 35-А-002 Симферополь — Алушта — Ялта, или М-18 украинской классификации. Село находится в горной части Крыма, в пределах Внутренней гряды Крымских гор, на реке Тавель (левый приток реки Салгир), высота центра села над уровнем моря — 439 м.

## История
Современное Краснолесье образовано объединением 4-х сёл, из которых три исторически являлись отдельными частями (кесек) одного старинного селения, что впервые документально зафиксировано в Камеральном Описании Крыма… 1784 года, судя по которому, в последний период Крымского ханства в Салгирский кадылык Бахчисарайского каймаканства входили 3 деревни: Дагели, Другой Дагели и Третей Дагели — приходы-маале одного села. В учётных документах почти всегда фигурировал 1 населённый пункт, а, в свою очередь, военные топографы отмечали части, как отдельные селения. После присоединения Крыма к России (8) 19 апреля 1783 года, (8) 19 февраля 1784 года, именным указом Екатерины II сенату, на территории бывшего Крымского Ханства была образована Таврическая область и деревня была приписана к Симферопольскому уезду. В этот период в Тавели, по свидетельству епископа Гермогена, размещался Владимирский полк (отсюда встречающееся второе название селения — Владимирская), при котором была построена полковая церковь, тогда же дачу Тав-Эль получил в свое владение генерал Попов. После Павловских реформ, с 1796 по 1802 год, входила в Акмечетский уезд Новороссийской губернии. По новому административному делению, после создания 8 (20) октября 1802 года Таврической губернии, Тавель был включён в состав Алуштинской волости Симферопольского уезда.
По Ведомости о всех селениях в Симферопольском уезде состоящих с показанием в которой волости сколько числом дворов и душ… от 9 октября 1805 года, записана одна (видимо — три участка вместе) деревня Тавель, в которой числилось 34 двора и 179 жителей, исключительно крымские татары, а земля принадлежала тайному советнику Попову. На военно-топографической карте генерал-майора Мухина 1817 года обозначена отдельно Владимирская без указания числа домов (возможно, указанное там число 28 дворов относится ко всем трём селениям вместе, включая Биюк тавель и Кучук тавель). После реформы волостного деления 1829 года Тавель, согласно «Ведомости о казённых волостях Таврической губернии 1829 года», передали из Алуштинской волости в состав Эскиординской. На карте 1836 года в деревне Владимирская, или Тавель, 11 дворов, а на карте 1842 года Владимирская обозначена условным знаком «малая деревня», то есть, менее 5 дворов.
В 1860-х годах, после земской реформы Александра II, деревню приписали к Мангушской волости. В «Списке населённых мест Таврической губернии по сведениям 1864 года», составленном по результатам VIII ревизии 1864 года, записан Тавель русский — владельческое русское село с 2 дворами, 18 жителями и православной церковью при речке Тавеле. По обследованиям профессора А. Н. Козловского начала 1860-х годов, в селении имелись колодцы с пресной водой глубиной до 5 сажени, а также жители пользовались водой из многочисленных родников. На трёхверстовой карте Шуберта 1865—1876 года обозначено Владимирское, оно же Тавель, с 21 двором. В «Памятной книге Таврической губернии 1889 года» по результатам Х ревизии 1887 года записан один Тавель, уже Сарабузской волости, с 17 дворами и 98 жителями.
После земской реформы 1890-х годов деревню передали в состав новой Подгородне-Петровской волости. По «…Памятной книжке Таврической губернии на 1892 год» в деревне Тавель, входившей Подгородне-Петровское сельское общество, числилось 97 жителей в 25 домохозяйствах. На подробной карте 1892 года обозначена деревня Тавель с 19 дворами с русским населением и храмом св. Владимира. По «…Памятной книжке Таврической губернии на 1902 год» в деревне Тавель, входившей в Подгородне-Петровское сельское общество, числилось 163 жителя в 23 домохозяйствах. В Тавели находилось имение Попова со старинным барским домом и большим прекрасным парком. По Статистическому справочнику Таврической губернии. Ч.II-я. Статистический очерк, выпуск шестой Симферопольский уезд, 1915 год, в деревне Тавель Подгородне-Петровской волости Симферопольского уезда, числилось 30 дворов со смешанным населением без приписных жителей, но со 170 — «посторонними», из которых 90 мужчин и 80 женщин. Жители землёй не владели, в хозяйствах имелось 8 лошадей и 6 коров.
После установления в Крыму Советской власти, по постановлению Крымревкома от 8 января 1921 года была упразднена волостная система и село включили в состав вновь созданного Подгородне-Петровского района Симферопольского уезда, а в 1922 году уезды получили название округов. 11 октября 1923 года, согласно постановлению ВЦИК, в административное деление Крымской АССР были внесены изменения, в результате которых был ликвидирован Подгородне-Петровский район и образован Симферопольский и село включили в его состав. Согласно Списку населённых пунктов Крымской АССР по Всесоюзной переписи 17 декабря 1926 года, в селе Тавель, Джалман-Кильбурунского сельсовета Симферопольского района, числилось 40 дворов, все крестьянские, население составляло 169 человек, из них 145 русских и 14 украинцев, 5 немцев, 4 татар, 1 белорус, действовала русская школа. Согласно путеводителю 1929 года Тавель — деревня, населённая русскими. Население занимается земледелием, садоводством и табаководством. По данным всесоюзной переписи населения 1939 года в селе проживало 480 человек. К 1940 году был образован в Тавельский сельсовет, включавший ещё сёла Эки-Таш, Пайлары, Терскунда и Тавельскую казарму. В период оккупации Крыма, в конце ноября 1942 года, подразделением Абвера NBO (нем. Nachrichtenbeobachter) в селе, в бывшей помещичьей усадьбе, была создана разведшкола по подготовке агентов для сбора информации о Военно-морском флоте СССР на Чёрном и Азовском морях и речных флотилиях Черноморского бассейна. С 4 по 7 декабря 1943 года, в ходе операций «7-го отдела главнокомандования» 17 армии вермахта против партизанских формирований, была проведена операция по заготовке продуктов с массированным применением военной силы, в результате которой село Тавель было сожжено и все жители вывезены в Дулаг 241.

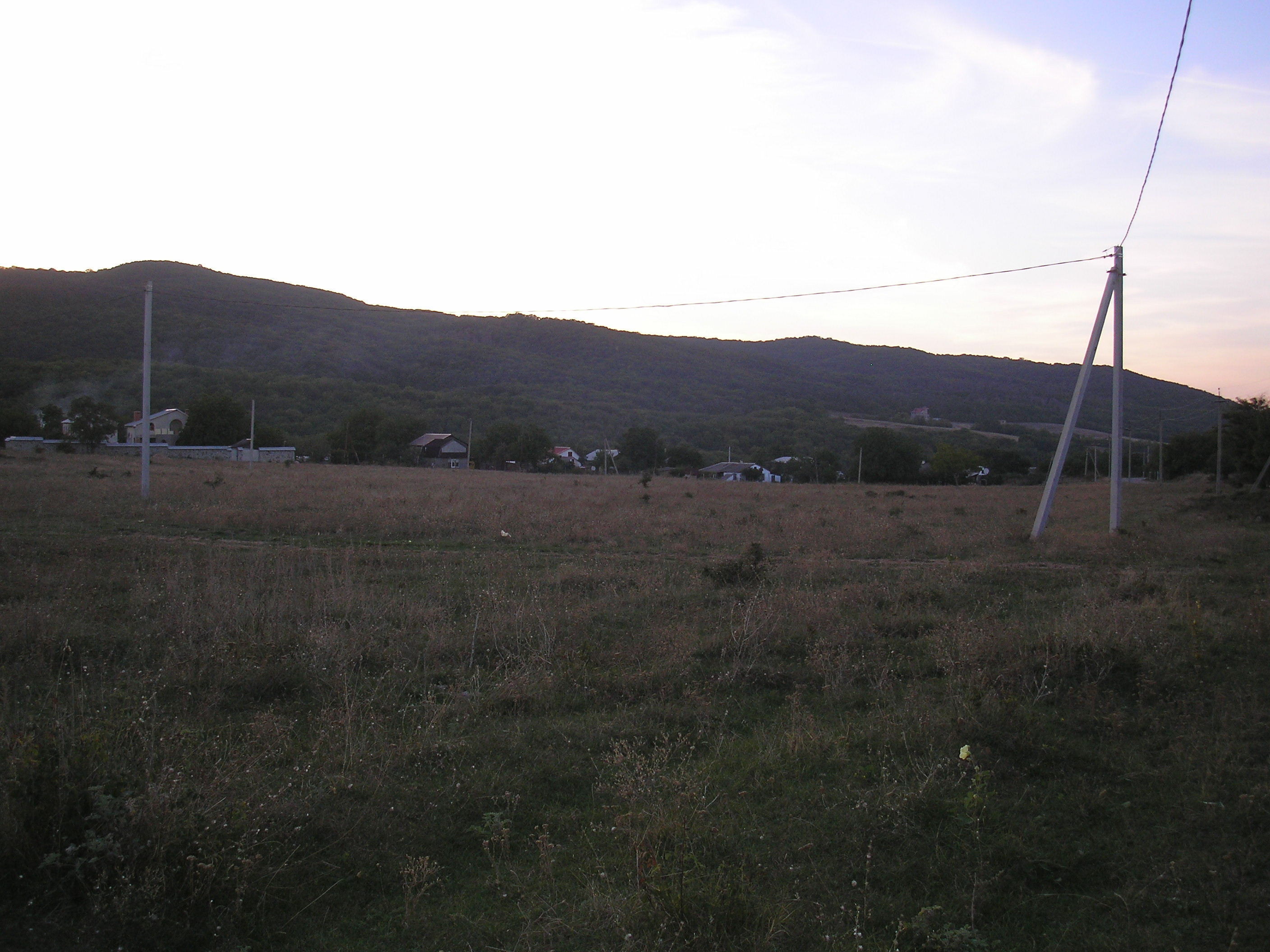

После освобождения Крыма от фашистов, 12 августа 1944 года было принято постановление № ГОКО-6372с «О переселении колхозников в районы Крыма» и в сентябре 1944 года в район приехали первые новосёлы (214 семей) из Винницкой области, а в начале 1950-х годов последовала вторая волна переселенцев из различных областей Украины. Указом Президиума Верховного Совета РСФСР от 21 августа 1945 года Тавель был переименован в Краснолесье и Тавельский сельсовет — в Краснолесский. С 25 июня 1946 года Краснолесье в составе Крымской области РСФСР, а 26 апреля 1954 года Крымская область была передана из состава РСФСР в состав УССР. В 1948 году, решением Симферопольского исполкома, сельсовет был упразднён, а сёла передали в Добровский (в котором село состоит всю дальнейшую историю). Решением Крымоблисполкома от 8 сентября 1958 года № 834 в состав Краснолесья были включены три соседние деревни: Двукаменка (до 1948 года — Эки-Таш), Заповедное (до 1948 года Пайлары) и Полярник (до 1948 года Терскунда) (фактически эти сёла так и не слились в одно, поэтому нынешнее Краснолесье состоит из четырёх участков, отделённых друг от друга лесом). Указом Президиума Верховного Совета УССР «Об укрупнении сельских районов Крымской области», от 30 декабря 1962 года Симферопольский район был упразднён и село присоединили к Бахчисарайскому. 1 января 1965 года, указом Президиума ВС УССР «О внесении изменений в административное районирование УССР — по Крымской области», вновь включили в состав Симферопольского. По данным переписи 1989 года в селе проживало 1168 человек. С 12 февраля 1991 года село в восстановленной Крымской АССР, 26 февраля 1992 года переименованной в Автономную Республику Крым.
В селе находятся памятники боевой славы времён Великой Отечественной войны: Памятный знак в честь крымских партизан на территории Крымского среднего профессионального училища олимпийского резерва, могила партизана П. П. Минькова и могила майора Хоакина Фейхоо Фернандеса на территории сельского кладбища.